# 393-тя піхотна дивізія (Третій Рейх)
393-тя піхотна дивізія (Третій Рейх) (нім. 393. Infanterie-Division) — піхотна дивізія Вермахту, що входила до складу німецьких сухопутних військ у роки Другої світової війни.

## Історія з'єднання
393-тя піхотна дивізія була сформована 15 березня 1940 року у Варшаві (окупована Німеччиною Польща) як дивізія земельних стрільців (нім. Landesschützen) в ході 9-ї хвилі мобілізації вермахту. 10 липня 1940 року полки дивізії були передислоковані в VI військовий округ і створені три батальйони охорони (659-й, 660-й і 661-й). З липня 1940 року, після французького перемир'я в кінці червня 1940 року, дивізія перебувала в підпорядкуванні командувача Резервними військами, які були розгорнуті у 18-й армії в VI військовому окрузі для розформування.
1 серпня 1940 року дивізію розформовано. Штаб використовувався для штабу 393-го командування польової комендатури (нім. Oberfeldkommandantur 393) у Варшаві. Полки були реорганізовані у два батальйони вартової охорони кожен, які використовувалися для охорони військовополонених. Вартові батальйони були передані державним стрілецьким батальйонам 972, 973 і 974 Польщі. Остаточно дивізія розформована до кінця 1940 року.

## Райони бойових дій
- Польща, Німеччина (березень — грудень 1940)

## Командування

### Командири
- генерал-майор Теодор фон Вреде (15 березня — травень 1940)
- генерал-майор Карл фон Офен (травень — 31 грудня 1940)

### Підпорядкованість
| Час      | Корпус | Армія                         | Група армій (округ) | Штаб    |
| -------- | ------ | ----------------------------- | ------------------- | ------- |
| 1940     |        |                               |                     |         |
| березень |        | Генеральне квартирмейстерство |                     | Варшава |
| липень   |        |                               | VI ВО               | Польща  |

### Склад
| 1940                                   |
| -------------------------------------- |
| 659-й піхотний полк                    |
| 660-й піхотний полк                    |
| 661-й піхотний полк                    |
| 393-тя гарматна батарея                |
| 393-й велосипедний ескадрон            |
| 393-тя дивізійна рота зв'язку          |
| 393-тє дивізійне управління постачання |